# A Man Called Peter
A Man Called Peter  è un film statunitense del 1955 diretto da Henry Koster.
Il film è basato sulla vita del predicatore Peter Marshall, che ha servito come cappellano del Senato degli Stati Uniti alla fine della sua vita, in un racconto scritto dalla moglie Catherine Marshall. È stato candidato per la miglior fotografia ai Premi Oscar del 1956.

## Produzione
Il film fu prodotto da Twentieth Century Fox, diretto da Henry Koster e girato a in California, Georgia e Maryland da settembre 1954 a novembre 1954 con un budget stimato in 4.777.000 dollari.

## Distribuzione
Il film fu distribuito negli Stati Uniti nel 1955 dalla Twentieth Century Fox al cinema e nel 1963 fu trasmesso sulla rete televisiva NBC. È stato poi pubblicato in DVD negli Stati Uniti dalla 20th Century Fox Home Entertainment nel 2005.
Alcune delle uscite internazionali sono state:
- negli Stati Uniti il 31 marzo 1955 (New York City, New York)
- negli Stati Uniti il aprile 1955 (A Man Called Peter )
- in Germania Ovest il 28 ottobre 1955 (Ein Mann namens Peter)
- in Austria il novembre 1955 (Ein Mann namens Peter)
- in Svezia il 12 marzo 1956 (Min son Peter)
- in Finlandia il 3 agosto 1956  (Mieheni Peter)
- in Grecia (Aionia agapi)
- in Spagna (El reverendo Peter Marshall o Pasos de fe)